# 무주경찰서
무주경찰서(茂朱警察署, Muju Police Station)는 전북특별자치도경찰청이 관할하는 경찰서 중 하나이다. 전북특별자치도 무주군 일대를 관할한다. 전북특별자치도 무주군 무주읍 한풍루로 408에 위치하고 있다.
서장은 총경으로 보한다.

## 기본 정보
- 주소: 전북특별자치도 무주군 무주읍 한풍루로 408
- 우편번호: 55515

## 관할 파출소 및 지구대
| 명칭       | 사진 | 주소                 | 관할구역           | 치안센터 |
| ---------- | ---- | -------------------- | ------------------ | -------- |
| 주계파출소 |      | 무주읍 적천로 357    | 무주읍             |          |
| 안성파출소 |      | 안성면 안성로 274    | 안성면             |          |
| 설천파출소 |      | 설천면 두설로 1549   | 설천면 일부        |          |
| 무풍파출소 |      | 무풍면 현내로 203    | 무풍면 일부        |          |
| 적상파출소 |      | 적상면 적상산로 37   | 적상면             |          |
| 부남파출소 |      | 부남면 부남로 856    | 부남면             |          |
| 구천파출소 |      | 설천면 구천동1로 160 | 설천면,무풍면 일부 |          |